# 高知大学医学部附属病院
高知大学医学部附属病院（こうちだいがくいがくぶふぞくびょういん、英語: Kochi Medical School Hospital）は、国立大学法人高知大学医学部附属の大学病院。
高知県南国市に立地し、高知県にある唯一の大学病院（特定機能病院）である。都道府県がん診療連携拠点病院、臨床研修指定病院、高知県災害拠点病院、高知DMAT指定病院の指定を受けている。

## 沿革
（この節の出典）
- 1981年（昭和56年）4月1日 - 高知医科大学医学部附属病院を設置
  - 附属病院開院時に自主開発による日本初のオーダリングシステム(オーダエントリ)を稼働[2]。
- 1983年（昭和58年） - オーダリングシステム導入の功績により日本科学 /技術連盟石川賞を受賞[2]。
- 1997年（平成9年）4月1日 - 医学部附属病院に高知県立高知江の口養護学校高知医科大学医学部附属病院分校（院内学級）を開設。
- 2003年（平成15年） - 高知大学に統合。高知大学医学部附属病院に改称。
- 2006年（平成18年）4月1日 - 医学部附属病院に院内保育所を設置。
- 2006年（平成18年）4月 - PETセンターを開設。
- 2006年（平成18年）8月24日 - 都道府県がん診療連携拠点病院に指定。
- 2007年（平成19年）4月 - エイズ治療拠点病院に指定。
- [2007年（平成19年） - 電子カルテシステム導入。
- 2008年（平成20年）4月 - 肝疾患診療連携拠点病院に指定。
- 2008年（平成20年） - 国立大学法人として初めて公立医療機関（高知市立土佐山へき地診療所）の指定管理者となった[3]。
- 2009年（平成21年）4月 - 医学部付属病院に高知県地域がん登録事務局を設置。
- 2016年（平成28年）4月 - 糖尿病センター、リウマチセンター、画像下治療センターと病理診断科を開設[4]。

## 診療科目
- 内科
- 神経内科
- 消化器内科
- 循環器内科
- 緩和ケア内科
- 外科
- 整形外科
- 形成外科
- 脳神経外科
- 心臓血管外科
- 消化器外科
- 乳腺内分泌外科
- 皮膚科
- 泌尿器科
- 産科婦人科
- 歯科
- 口腔外科
- 精神科
- リハビリテーション科
- 放射線科
- 麻酔科
- 病理診断科
- 救急科
- 頭頸部外科
- 脳神経内科
- 乳腺・内分泌外科
- 小児科
- 眼科
- 耳鼻咽喉科

## その他の部門
- 検査部
- 手術部
- 放射線部
- 救急部
- 輸血部
- 集中治療部
- 周産母子センター
- リハビリテーション部
- 総合診療部
- 光学医療診療部
- PETセンター
- 病理診断部
- がん治療センター
- 骨盤機能センター
- 透析部
- 子どものこころ診療部
- 臨床遺伝診療部
- 栄養管理部
- 医療安全管理部
- 感染制御部
- メディカルサプライセンター
- 診療情報管理室
- 地域医療連携室
- 低侵襲手術教育・トレーニングセンター
- 臨床工学部
- 薬剤部
- 看護部
- 高度医療人育成支援室
- 卒後臨床研修センター
- 臨床試験センター

## 医療機関の指定等
（この節の出典）
- 保険医療機関
- 労災保険指定医療機関
- 指定自立支援医療機関（更生医療・育成医療・精神通院医療）
- 身体障害者福祉法指定医の配置されている医療機関
- 精神保健及び精神障害者福祉に関する法律に基づく指定病院又は応急入院指定病院
- 精神保健指定医の配置されている医療機関
- 生活保護法指定医療機関
- 結核指定医療機関
- 指定養育医療機関
- 指定小児慢性特定疾病医療機関
- 難病の患者に対する医療等に関する法律に基づく指定医療機関
- 戦傷病者特別援護法指定医療機関
- 原子爆弾被害者一般疾病医療機関
- 母体保護法指定医の配置されている医療機関
- 特定機能病院
- 救急告示病院[6]
- 災害拠点病院（地域[7]）
- DMAT指定医療機関[8]
- 広域医療搬送拠点(SCU)管理協力病院[注釈 1]
  - SCU - 高知大学医学部グラウンド
- へき地医療拠点病院
- 臨床研修病院
- 特定行為研修指定研修機関
- 臨床修練病院
- がん診療連携拠点病院
- エイズ治療拠点病院（中核[9]）
- 肝疾患診療連携拠点病院
- 特定疾患治療研究事業委託医療機関
- DPC対象病院
- 地域周産期母子医療センター
- 認知症疾患医療センター（基幹型）[10]
- 公益財団法人日本医療機能評価機構認定病院[11]
- このほか、各種法令による指定・認定病院であるとともに、各学会の認定施設でもある。

## 卒後臨床研修センター

### 協力型病院
- 国立病院機構高知病院
- 高知県立幡多けんみん病院
- 高知県立あき総合病院
- 土佐市民病院
- 高知赤十字病院
- 高知医療センター
- 近森病院
- JA高知病院
- くぼかわ病院
- 地域医療機能推進機構高知西病院
- 須崎くろしお病院
- 岡山大学病院（岡山県）
- 徳島大学病院（徳島県）
- 東京医科歯科大学医学部附属病院（東京都）
- 国立病院機構四国こどもとおとなの医療センター（香川県）
- 国立病院機構四国がんセンター（愛媛県）
- 国立病院機構呉医療センター（広島県）
- 総合病院回生病院（香川県）
- 日本医科大学付属病院(東京都)

### 協力施設
「卒後臨床研修センター」ホームページから主要施設のみ抜粋。
- 本山町立国保嶺北中央病院
- 檮原町立国民健康保険檮原病院
- 大月町国民健康保険大月病院
- いの町立国民健康保険仁淀病院
- いの町立国民健康保険長沢診療所
- 高知市土佐山へき地診療所
- 津野町国民健康保険杉ノ川診療所
- 宿毛市立沖の島へき地診療所
- 四万十市国民健康保険西土佐診療所
- 仁淀川町国民健康保険大崎診療所
- 四万十町国民健康保険十和診療所
- 四万十町国民健康保険大正診療所
- 馬路村立馬路診療所
- 国立保健医療科学院（埼玉県）

## 交通アクセス
- はりまや橋又は高知駅からとさでん交通「医大病院」「領石出張所」「南国オフィスパーク」行きバスに乗車、「医大病院」下車
- 後免町駅または土佐大津駅から南国市コミュニティバス（NACOバス）「医大病院」行きに乗車、「医大病院」停留所下車
- 大杉駅から嶺北観光自動車「医大病院」行きバスで終点下車。

## 周辺
- 高知県立歴史民俗資料館
- 岡豊城
- 高知刑務所
- 南国サービスエリア

## 不祥事・医療ミス・医療事故
- 2020年3月10日（発表日） - 消化器内科に通院していた患者の主治医が2018年2月に受けた腹部CT検査の結果で、所見には肝細胞がんの可能性が指摘されていたが、主治医は検査結果を見ず確認しなかったため、患者の通院に繋がらなかった。2019年2月に腹水と肝機能の異常で同院に患者が入院、敗血症で死亡した。解剖で肝臓全体が肝細胞がんに侵されていることが判明した。院長は「亡くなった患者のご冥福を祈る。地域の方々の信頼も損なった」と謝罪[12]した。